# Lycaon
Lycaon este un gen de mamifere din familia Canidae, din care face parte numai câinele sălbatic african. Se spune că în lume au mai rămas doar 600 de exemplare, fiind pe cale de dispariție. Aceste animale dispar din cauza epidemiilor, iar numărul lor a scăzut dramatic.